# Right Thoughts, Right Words, Right Action
Right Thoughts, Right Words, Right Action – czwarty album studyjny brytyjskiej grupy Franz Ferdinand. Został wydany przez wytwórnię Domino Recording Company 26 sierpnia 2013 w Wielkiej Brytanii, natomiast w Stanach Zjednoczonych ukazał się 27 sierpnia. Dostępny w Polsce od 26 sierpnia 2013.

## Tło
Grupa zaprezentowała wiele spośród nowych utworów podczas koncertów w 2012 i 2013 roku. Album nagrywano w szkockim studiu Alexa Kapranosa oraz w Sausage Studios Nicka McCarthy’ego w Londynie.
Kapranos określił kierunek albumu jako „na przód” oraz  wyjawił, że zespół zdecydował zachować milczenie na temat płyty, aby uniknąć błędnych informacji, co miało miejsce przy ostatnim albumie. Stwierdził także, że album dotyczy

idei cynicznego poszukiwania optymizmu i sceptycznego poszukiwania instrukcji pojawiającej się tu i tam. Zawsze lubiłem głównego bohatera książki Alasdaira Graya „Lanark”, który bronił delikatnego wewnętrznego „ja” przed światem. Społecznie niezdarny astmatyk z niszczącą go wyobraźnią. Być może ten album jest o tym.

## Wydanie
Album został ogłoszony 16 maja 2013 roku wraz ze zwiastunem filmowym. Na profilu zespołu w portalu społecznościowym ujawniono okładkę albumu, tytuł oraz pełną listę utworów. Tego samego dnia album został przedpremierowo udostępniony w niewielkiej ilości, formie paczki zawierającej digital download, CD, Deluxe Limited Edition Double CD, płytę winylową oraz Deluxe Double. Bonusowa płyta dołączona do Double CD oraz Double Vinyl LP, zatytułowana „Right Notes, Right Words, Wrong Order”, jest nagraniem sesji studyjnej w Konk Studios w Londynie.
Wersja „Right Thoughts, Right Words, Right Actions – The Passport Edition” jest paczką ograniczoną do 500 kopii przeznaczoną na rynek ogólnoświatowy. Zawiera płytę CD, wszystkie single 7" i 12” oraz dostęp do najwyższej jakości plików.
Utwory zatytułowane „Right Action” oraz „Love Illumination” zostały upublicznione 27 czerwca 2013 roku w serwisie YouTube i udostępnione w formie digital download. Teledysk do utworu „Right Action” opublikowano 7 lipca 2013 roku. Teledysk piosenki „Love Illumination” wydano 24 lipca 2013 roku.

## Oceny
Reed Fischer w amerykańskim magazynie muzycznym „Alternative Press” nazwał album stanowczym oraz stwierdził: “na szczęście jego okrucieństwo przekłada się na czarujące melodie, to częściowo usprawiedliwia długi okres oczekiwania na nie”.

## Lista utworów
| Nr  | Tytuł utworu               | Długość |
| --- | -------------------------- | ------- |
| 1.  | „Right Action”             | 3:01    |
| 2.  | „Evil Eye”                 | 2:47    |
| 3.  | „Love Illumination”        | 3:44    |
| 4.  | „Stand on the Horizon”     | 4:23    |
| 5.  | „Fresh Strawberries”       | 3:21    |
| 6.  | „Bullet”                   | 2:43    |
| 7.  | „Treason! Animals.”        | 4:07    |
| 8.  | „The Universe Expanded”    | 4:34    |
| 9.  | „Brief Encounters”         | 3:09    |
| 10. | „Goodbye Lovers & Friends” | 3:15    |
|     |                            | 35:04   |

Deluxe Edition
| Nr  | Tytuł utworu                      | Długość |
| --- | --------------------------------- | ------- |
| 1.  | „Bullet” (live)                   | 2:40    |
| 2.  | „No You Girls” (live)             | 3:21    |
| 3.  | „Evil Eye” (live)                 | 2:55    |
| 4.  | „Fresh Strawberries” (live)       | 3:15    |
| 5.  | „Right Action” (live)             | 3:05    |
| 6.  | „Goodbye Lovers & Friends” (live) | 3:31    |
| 7.  | „Can't Stop Feeling” (live)       | 3:31    |
| 8.  | „Treason! Animals.” (live)        | 3:58    |
| 9.  | „Love and Destroy” (live)         | 2:54    |
| 10. | „Do You Want To” (live)           | 4:14    |
| 11. | „Ulysses” (live)                  | 2:51    |
| 12. | „Love Illumination” (live)        | 4:07    |
| 13. | „Stand on the Horizon” (live)     | 4:14    |
|     |                                   | 44:36   |